# Douglas D-558-1 Skystreak
Douglas D-558-1 Skystreak – amerykański samolot doświadczalny firmy Douglas Aircraft Company z napędem odrzutowym przeznaczony do badań sił aerodynamicznych występujących przy prędkościach przydźwiękowych.

## Historia

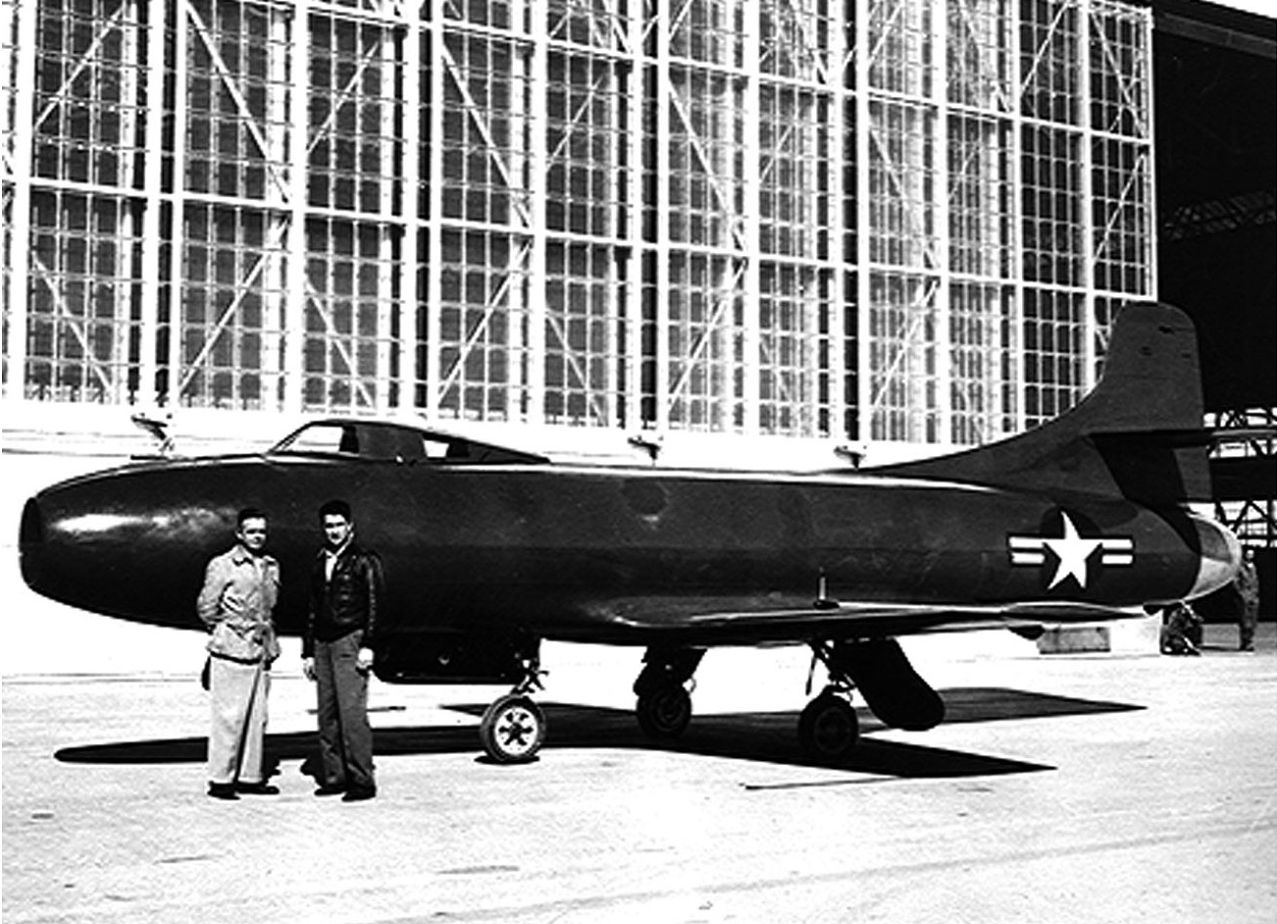
Skystreak w szkarłatnym malowaniu

W latach 40. Bureau of Aeronautics US Navy we współpracy z NACA (National Advisory Committee for Aeronautics) rozpoczęła program badawczy pod kryptonimem D558, którego celem było zbudowanie szybkiego samolotu zdolnego do osiągania prędkości naddźwiękowych. Jednak aby tego dokonać należało wcześniej zbadać zachowanie się różnych konfiguracji płatowca podczas lotów z dużą prędkością. Z uwagi na brak odpowiednich tuneli aerodynamicznych, wszystkie testy należało przeprowadzić w locie. Cały program podzielony został na trzy fazy. W pierwszej z nich oznaczonej jako D558-1, zamierzano zbudować sześć samolotów z prostymi skrzydłami ale o różnym profilu, napędzanych silnikiem odrzutowym. Ich loty miały doprowadzić inżynierów do uzyskania najbardziej porządnego rozwiązania konstrukcyjnego, dzięki któremu maszyna będzie zdolna do pokonania bariery dźwięku. W drugiej fazie programu, oznaczonej jako D558-2, zamierzano zbudować samolot napędzany mieszanym napędem rakietowo odrzutowym ze skośnymi skrzydłami. Silnik rakietowy został wzięty pod uwagę, jako że dostępne wówczas silniki odrzutowe z racji zbyt małego ciągu nie mogły rozpędzić samolotu do prędkości dźwięku. Efektem prac podczas fazy drugiej był samolot Douglas D-558-2 Skyrocket. Przewidywano również fazę trzecią D558-3, podczas której zamierzano wybudować uzbrojoną wersję samolotu łączącego doświadczenia zdobyte podczas poprzednich dwóch etapów, dalsze prace nie były jednak kontynuowane. Douglas D-558-1 Skystreak był efektem prac pierwszej fazy programu D558. W 1944 roku opublikowano specyfikację techniczną, według której miała zostać zbudowana nowa maszyna a 22 czerwca 1945 roku podpisano z Douglasem kontrakt na budowę sześciu samolotów z dwoma różnymi kompletami płatów i dwoma różnymi lokalizacjami chwytów powietrza. W marcu 1946 roku sprecyzowano wymagania, ograniczając zamówienie do budowy trzech samolotów z prostym płatem oznaczonych jako Douglas D-558-1 Skystreak i trzech maszyn ze skośnymi skrzydłami, Douglas D-558-2 Skyrocket. Budowa pierwszego prototypu D-558-1 rozpoczęła się w 1946 roku a rok później w styczniu samolot był gotowy. Po raz pierwszy w powietrze maszyna uniosła się 14 kwietnia (niektóre źródła podają 15 kwietnia) 1947 roku z Muroc Army Air Field (późniejsza Edwards Air Force Base). Awarie podwozia spowodowały, że w pełni udany lot odbył się dopiero w maju tego samego roku. Wybudowano w sumie trzy egzemplarze. Wszystkie trzy początkowo pomalowane były na szkarłatny kolor, co w połączeniu z kształtem samolotu spowodowało nadanie mu przydomka „szkarłatnej probówki” (ang. crimson test tube). W celu polepszenia widoczności samolotu przez rejestrującą jego loty aparaturę zmieniono szkarłat na kolor biały. 17 lipca rozpoczęto próby samolotu przy dużych prędkościach. Zaowocowało to 20 sierpnia 1947 roku, kiedy to pilot US Navy Turner Caldwell, pobił dotychczasowy rekord prędkości ustanowiony przez XP-80R (będącą zmodyfikowaną wersją samolotu Lockheed F-80 Shooting Star) a wynoszący 1003,9 km/h. Na drugim egzemplarzu D-558-1 Caldwell wykonał cztery przeloty na wysokości 75 metrów osiągając prędkość 1030,8 km/h. Pięć dni później poprawił swój wynik lecąc z prędkością 1047,1 km/h. Skystreak był w stanie osiągnąć prędkość dźwięku Ma = 1 ale tylko lecąc w locie nurkowym, dokonał tego we wrześniu drugi egzemplarz D-558-1. 3 maja 1948 roku rekordowy prototyp uległ rozbiciu z powodu rozpadu sprężarki silnika, grzebiąc w swoich szczątkach pilota Howarda C. Lilly'ego. Próby w locie pozostałych dwóch egzemplarzy trwały do 1953 roku, kiedy przekazano je do muzeów. Pierwszy z prototypów można do dziś oglądać w National Museum of Naval Aviation, a trzeci – w Carolinas Aviation Museum.

## Konstrukcja
Douglas D-558-1 Skystreak był jednomiejscowym, całkowicie metalowym, wolnonośnym dolnopłatem. Proste, laminarne skrzydła o trapezowym obrysie i niewielkim wzniosie. Wznios rozpoczynał się od połączenia płatów z centropłatem. Cylindryczny kadłub wykonany ze stopów magnezu. Okrągły wlot powietrza do silnika umieszczony był w dziobie samolotu. Przednia część maszyny wraz z kabiną pilota w przypadku awarii mogła oddzielić się od reszty samolotu. W celu ułatwienia dostępu do silnika, cała tylna część kadłuba wraz z napędem mogła być odłączana od reszty maszyny. Po bokach kadłuba, po obu jego stronach za skrzydłami, umieszczone były dwa płytowe hamulce aerodynamiczne. Usterzenie wolnonośne ze sterem wysokości umieszczonym w ⅓ wysokości usterzenia pionowego. Podwozie chowane z przednim podparciem, przednie do wnęki w kadłubie, główne do wnęk w centropłacie, każda z goleni zaopatrzona w pojedyncze koła. Na skrzydłach i kadłubie umieszczonych zostało 400 punktów pomiarowych do rejestracji ciśnienia i tensometrów do pomiaru powstających w locie naprężeń.